# Lukas Fernandes
Lukas Fernandes (* 1. März 1993 in Kopenhagen) ist ein dänischer ehemaliger Fußballtorhüter.

## Karriere
Fernandes wurde 1993 als Sohn einer Dänin und eines Portugiesen in Kopenhagen geboren. Er kam 2008 in die Nachwuchsschmiede des Erstligisten Lyngby BK und stieg dann 2011 in den Profikader auf. Sein Profidebüt gab er am 30. Oktober 2011 am 15. Spieltag der Superliga im Spiel gegen den FC Nordsjælland. Nachdem er sich bei keinem seiner Vereine durchsetzen konnte, beendete Fernandes 2018 seine Karriere.
Fernandes kam seit 2008 in mehreren dänischen U-Nationalmannschaften zum Einsatz. Bei den Olympischen Spielen 2016 in Rio de Janeiro gehörte er zum dänischen Aufgebot.